# Diego Barreto
Diego Daniel Barreto Cáceres (Lambaré, 16 luglio 1981) è un dirigente sportivo ed ex calciatore paraguaiano, portiere della Nazionale paraguaiana.

## Biografia
Ha anche un fratello più piccolo Édgar Barreto, anch'egli ex calciatore.

## Nazionale
Viene convocato per la Copa América Centenario del 2016.

## Palmarès

### Club
- Campionato paraguaiano: 7

Cerro Porteño: 2001, 2004, 2005, Apertura 2009, Apertura 2012, Clausura 2013
Olimpia: Clausura 2015

### Nazionale
- Argento olimpico: 1

Atene 2004